# جيرالد غلاس
جيرالد غلاس (بالإنجليزية: Gerald Glass)‏ مواليد 12 نوفمبر 1967 في غرينوود، هو لاعب كرة سلة أمريكي سابق. بدأ مسيرته الاحترافية في سنة 1990. تم اختياره من قبل فريق مينيسوتا تمبر ولفز خلال الدرافت. يبلغ طوله 6 قدم 5 بوصة (2.0 م). اعتزل اللعب في 1999. أحرز خلال مسيرته في الإن بي إيه 1553 نقطة بمعدل 7.7 نقاط في المباراة الواحدة.

## المسيرة الاحترافية
لعب مع مينيسوتا تمبر ولفز من سنة 1990 إلى 1993، ثم لعب مع ديترويت بيستونز في موسم 1992–1993، ثم لعب مع باسكت نابولي في موسم 1994–1995، ثم لعب مع بروكلين نتس في موسم 1995–1996، ثم لعب مع شارلوت هورنتس في سنة 1996، ثم لعب مع ليموج سي إس بي في الدوري الفرنسي في موسم 1996–1997.

## روابط خارجية
- جيرالد غلاس على موقع إن بي أي (الإنجليزية)
- جيرالد غلاس على موقع سبورتس رفرنس (الإنجليزية)
- جيرالد غلاس على موقع كرة السلة الأوروبية.كوم (الإنجليزية)
- جيرالد غلاس على موقع كلية كرة السلة في سبورتس رفرنس.كوم (الإنجليزية)
- جيرالد غلاس على موقع ريلجم (الإنجليزية)
- جيرالد غلاس على موقع بروبوليرز (الإنجليزية)
- جيرالد غلاس على موقع قاعة ميسيسيبي للمشاهير الرياضية (الإنجليزية)